# Javier Ferreira
Javier Ferreira (Pilar, 30 de diciembre de 1968) es un exfutbolista paraguayo, se desempeñaba como centrocampista y también como delantero.

## Trayectoria
Debutó en el Club Libertad, siendo considerado una de las promesas del fútbol paraguayo.
Desarrolló su carrera profesional mayormente fuera de su país, en diversos clubes de Latinoamérica. Destacó en Colombia, donde fue elegido dos veces como el mejor jugador extranjero con el Junior de Barranquilla y el América de Cali, llegando a ser ídolo. También se recuerda su paso por el Sporting Cristal del Perú en 1998 y 1999, donde formó una recordada dupla con Andrés Mendoza, jugó 53 partidos y anotó 19 goles.

## Selección nacional
Disputó el Campeonato Sudamericano Sub-20 de 1988 pero con su documentación adulterada para poder cumplir con los requisitos de edad máxima.
Posteriormente fue convocado para integrar la selección de Paraguay que participó en las Eliminatorias para el Mundial de 1990, pero, tras jugar contra Ecuador y Colombia, fue vetado del equipo nacional para evitar posibles sanciones.

## Clubes
| Club                    | País      | Año       |
| ----------------------- | --------- | --------- |
| Libertad                | Paraguay  | 1986–1989 |
| Necaxa                  | México    | 1990      |
| Atlético Junior         | Colombia  | 1991–1992 |
| América de Cali         | Colombia  | 1993–1994 |
| Deportivo Pereira       | Colombia  | 1994–1995 |
| Estudiantes de La Plata | Argentina | 1995–1996 |
| América de Cali         | Colombia  | 1996–1997 |
| Sporting Cristal        | Perú      | 1998–1999 |
| Millonarios             | Colombia  | 2000–2001 |

## Palmarés
| Título                | Club             | País     | Año                  |
| --------------------- | ---------------- | -------- | -------------------- |
| Campeonato Colombiano | América de Cali  | Colombia | 1996-97              |
| Torneo Clausura       | Sporting Cristal | Perú     | 1998                 |
| Copa Merconorte 2001  | Millonarios      | Colombia | Copa Merconorte 2001 |

### Distinciones individuales
| Distinción                              | Año  |
| --------------------------------------- | ---- |
| Mejor futbolista extranjero en Colombia | 1991 |
| Mejor futbolista extranjero en Colombia | 1997 |